# العلاقات السعودية الاسترالية
العلاقات السعودية الأسترالية هي العلاقات القائمة بين كل من المملكة العربية السعودية وأستراليا بكافة أشكالها، وقد بدأت منذ افتتاح أستراليا سفارتها في المملكة عام 1974، أما بالنسبة لسفارة المملكة في أستراليا فقد تم افتتاحها في العاصمة الفيدرالية كانبرا في العام 1983، ثم انتقلت السفارة السعودية في العام 2000 إلى مبناها الجديد في كانبرا وافتُتحت بشكل رسمي من قِبل الملك سلمان بن عبد العزيز حينما كان أميرًا للرياض ووزير خارجية أستراليا الأسبق الكسندر دونر. وتعد زيارة الملك سلمان في ذلك الوقت أول زيارة لمسؤول سعودي رفيع المستوى إلى أستراليا وعملت هذه الزيارة على إرساء  قواعد العلاقة في شتى المجالات بين البلدين.

## العلاقات الثنائية
تطورت العلاقات الأسترالية السعودية السياسية خلال الأعوام السابقة على مختلف الأصعدة ومن أبرز مظاهر التطور:
- تشكيل لجنة الصداقة البرلمانية السعودية الأسترالية.
- استئناف اجتماعات اللجنة السعودية الأسترالية المشتركة التي عقدت دورتها الثامنة بالرياض في نوفمبر 2006 بعد انقطاع دام حوالي عشر سنوات.
- تفعيل المباحثات بين البلدين لتوقيع اتفاقية تشجيع وحماية الاستثمارات والإنفاق الخاص بمنع الازدواج الضريبي الذي سيساهم في تشجيع إقامة مشاريع إنتاجية مشتركة وتوفير الإطار القانوني المناسب لتشجيع الاستثمارات وتعزيز الثقة لدى المستثمرين.
- إعادة افتتاح القسم القنصلي للسفارة الأسترالية بالرياض.[1]

## العلاقات التجارية
تعد المملكة العربية السعودية ثاني أكبر سوق للتبادل التجاري الأسترالي مع الشرق الأوسط. ففي  11 جمادى الأولى 1434 هـ الموافق 23 مارس 2013 م وقعت المملكة مذكرة تفاهم بين مجلس الأعمال السعودي الأسترالي ومجلس غرف التجارة السعودية حول تأسيس المجلس السعودي الأسترالي المشترك للأعمال، بهدف تسهيل التعامل المستمر بين قطاعي الأعمال السعودي والأسترالي وزيادة لحجم التعاون التجاري والاقتصادي بين البلدين. ويتواجد في المملكة العربية السعودية أكثر من ثلاثة آلاف مواطن أسترالي يعملون في مختلف المجالات أبرزها الصحة والتعليم. وتوجد مكاتب للهيئة الأسترالية (Austrade) في كلا من الرياض وجدة. فيما بلغت المشاريع المشتركة بين البلدين 39 مشروع قائم بالمملكة يغطي الأنشطة الصناعية وغير الصناعية، وتبلغ حصة المشاريع الصناعية 14 مشروعًا، حيث تقدر حصة الشريك الأسترالي بنحو 20% من إجمالي حجم استثمارات هذه المشاريع وتقدر حصة الجانب السعودي بنحو 74%، ويساهم بها شركاء من دول أخرى تقدر حصتهم فيها بحوالي 5,6%، بينما يبلغ عدد المشاريع غير الصناعية المشتركة  25 مشروع مشترك بين المملكة وأستراليا، تقدر حصة رأس مال الشريك الأسترالي بحوالي 41,1% من إجمالي تمويل هذه المشاريع، بينما تقدر حصة رأس المال السعودي بحوالي 58,6% من إجمالي تمويل المشاريع المشتركة غير الصناعية، إلى جانب إسهام شركاء من دول أخرى بحوالي 0,33% من إجمالي تمويل هذه المشاريع.
وخضعت العلاقات التجارية بين السعودية ونظيرها الأسترالي للعديد من الاتفاقيات في مقدمتها الاتفاقية الاقتصادية الموقعة في عام 1980، والتي يسعى فيها  الطرفان إلى تطوير ودعم التعاون الاقتصادي والفني فيما بينهم بمزيج من التفاهم المشترك، ويشجع محتوى الاتفاقية على إقامة مشاريع تنمية زراعية وحيوانية وصناعية وفنية وتبادل مختلف السلع والمنتجات وتبادل الزيارات والممثلين التجاريين والوفود والبعثات التجارية فيما بينهم وإقامة المعارض التجارية.
بينما في مايو 2004 وقِعت اتفاقية برنامج التعاون الفني بين البلدين الصديقين، وجاء فيها تعزيز التعاون في مجالات تبادل المعلومات، واستيراد وتصدير المنتجات الحيوانية والنباتية، والتوحيد القياسي وتأكيد الجودة والتدريب في فحص الأغذية وأنظمة الاختبار وإصدار الشهادات. وتستمر الإتفاقيات، ففي مايو 2005 تم توقيع مذكرة تفاهم لاستئناف تجارة المواشي الحية بين أستراليا والمملكة في العاصمة الرياض، وتنص المذكرة على التعاون فيما بينهم في مجال استيراد الحيوانات الحية (أغنام وماعز وأبقار) وما يتعلق بصحة الحيوان والصحة البيطرية العامة وفقًا للمعايير والأطر العامة المعتمدة دوليًا من المنظمة العالمية للصحة الحيوانية فيما يتعلق بالتجارة الدولية في الحيوانات الحية.
ويذكر أنه في عام 2017 بلغت صادرات المملكة إلى أستراليا 1,384 مليون ريال، حيث احتلت المرتبة (48) من بين الدول التي تصدر لها المملكة. ومن أهم السلع التي يتم تصديرها لأستراليا:
- منتجات كيماوية غير عضوية.
- أسمدة.
- لدائن ومصنوعاتها.
- ألومنيوم ومصنوعاته.
- مواد دابغة؛ ألوان ودهانات.

أما فيما يخص واردات المملكة من أستراليا  فقد وصلت قيمتها في 2017م إلى 4,474 مليون ريال، وكانت ضمن المرتبة (25) من بين الدول التي تستورد منها. الواردات من الجانب الأسترالي للمملكة:
- سيارات وأجزاؤها.
- حبوب.
- لحوم.وأحشاء وأطراف للأكل.
- خامات معادن.
- خبث ورماد.
- آلات  وأدوات آلية وأجزاؤها.

هذا وقد وصل مقدار الفائض في الميزان التجاري لصالح أستراليا  3,090 مليون ريال في ذلك العام.

## العلاقات الثقافية
تحتل أستراليا المرتبة الرابعة من بين الدول التي يتوافد إليها المبتعثون السعودييون حيث بلغ عددهم نحو 6,045  مبتعث و5,975 مرافق في عام 2017م. وتظهر ثمرت العلاقات الثقافية بين البلدين في التبادل العلمي والمعرفي من خلال مشاركات الكوادر السعودية والأسترالية في المؤتمرات والندوات العلمية والبحثية المحلية والإقليمية والدولية المنعقدة في البلدين، بالإضافة إلى التعاقدات المشتركة لتبادل الخبرات في مختلف التخصصات.
تقسيم الدول حسب الأعلى من حيث أعداد الطلاب المبتعثين لعام 2017 م:
| الدولة   | الطلاب المبتعثين | المرافقين |
| -------- | ---------------- | --------- |
| أمريكا   | 66,823           | 35,782    |
| بريطانيا | 13,752           | 16,152    |
| كندا     | 8,076            | 6,508     |
| أستراليا | 6,045            | 5,975     |

## وصلات خارجية
- الملحقية الثقافية السعودية في أستراليا.